# Elenchus melanias
Elenchus melanias är en insektsart som beskrevs av Perkins 1910. Elenchus melanias ingår i släktet Elenchus och familjen stritvridvingar. Inga underarter finns listade i Catalogue of Life.